# Aleksei Budõlin
Aleksei Budõlin (n. 5 aprilie 1976, Tallin, RSS Estonă, URSS) este un judocan ce a reprezentat Estonia, medaliat olimpic. A participat la o ediție a Jocurilor Olimpice (2000) în care a câștigat o medalie de bronz.

## Participări
Lista de mai jos prezintă principalele competiții la care a participat Aleksei Budõlin de-a lungul carierei.
- judo at the 2000 Summer Olympics – men's 81 kg[*]